# Hanns Seidel

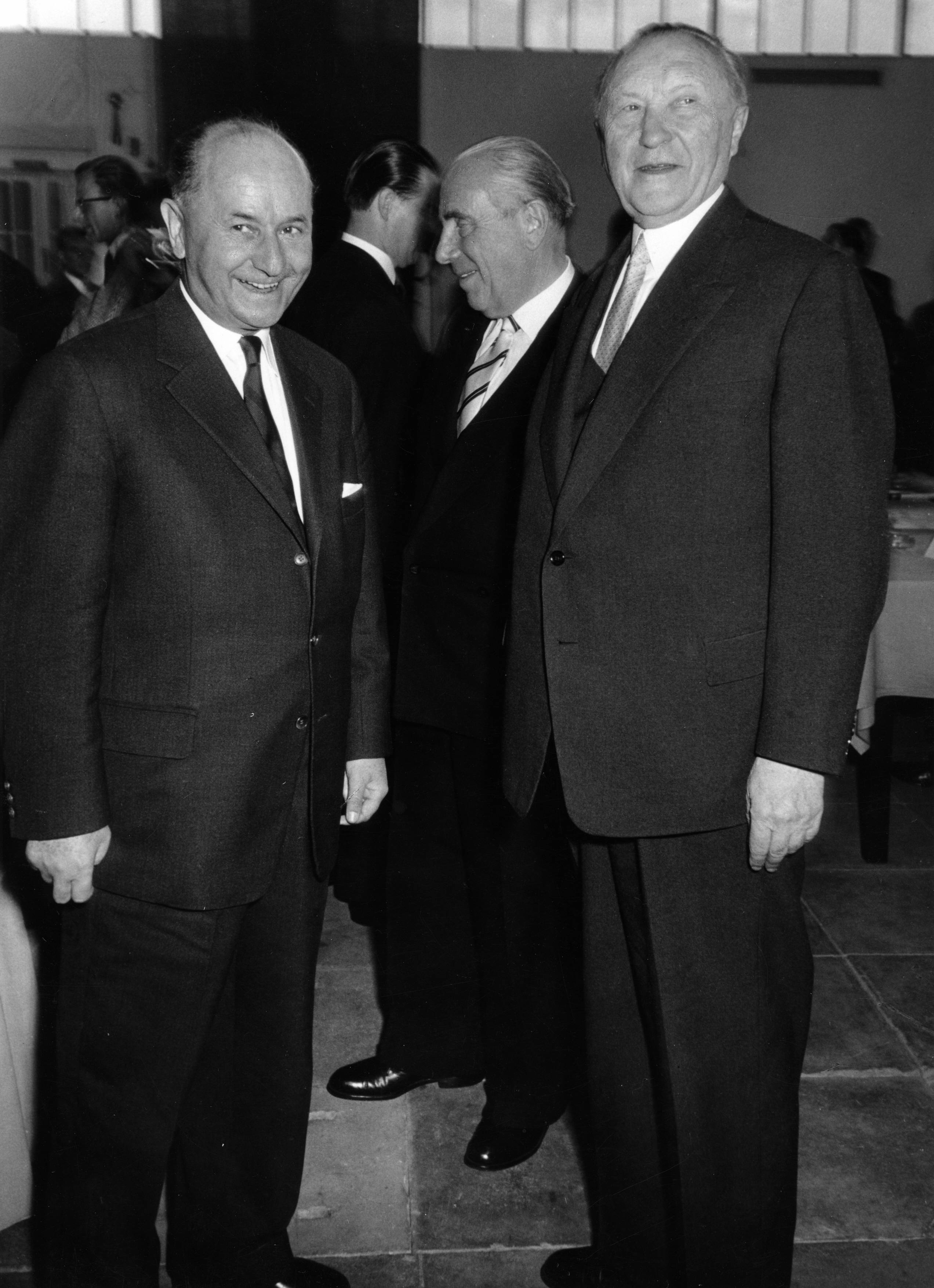
Hanns Seidel (links) mit Konrad Adenauer, 1957

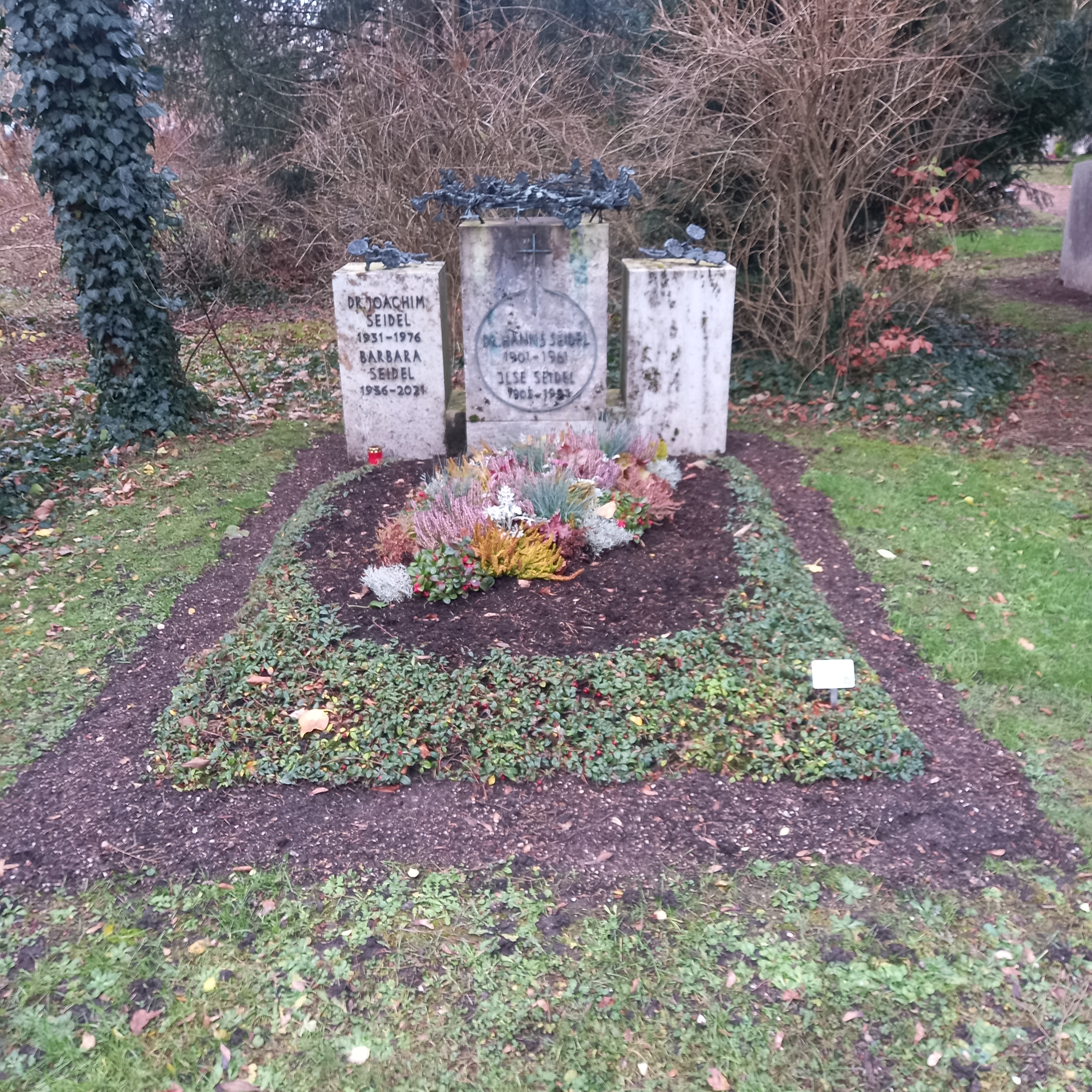
Das Grab von Hanns Seidel und seiner Ehefrau Ilse geborene Tenter auf dem Westfriedhof (München)

Hanns Seidel, eigentlich Franz Wendelin Seidel (* 12. Oktober 1901 in Schweinheim, heute Stadtteil von Aschaffenburg; † 5. August 1961 in München), war ein deutscher Politiker (BVP und CSU). Von 1955 bis 1961 war er Parteivorsitzender der CSU und von 1957 bis 1960 Ministerpräsident des Freistaates Bayern.

## Leben
Hanns Seidel war das zweite von sechs Kindern des Kaufmanns Johann Seidel († 1908) und seiner Ehefrau Christine. Ab 1907 besuchte er die Volksschule in Schweinheim und wechselte 1910 an das Humanistische Gymnasium Aschaffenburg. Hier legte er 1921 sein Abitur ab und begann im gleichen Jahr ein Studium der Germanistik in Würzburg. Kurz darauf wechselte Seidel in die Studiengänge Rechtswissenschaft  und Nationalökonomie, zunächst an der Julius-Maximilians-Universität Würzburg, wo er auch Mitglied der katholischen Studentenverbindung K.St.V. Normannia Würzburg im KV wurde. Anschließend absolvierte er ein Semester an der Albert-Ludwigs-Universität Freiburg. Hier wurde er Mitglied der KV-Verbindungen K.St.V. Brisgovia und 1924 – als Mitgründer – des K.St.V. Flamberg (jetzt K.St.V. Flamberg in Bonn). Ein weiteres Semester belegte er an der Friedrich-Schiller-Universität Jena und studierte die letzten sieben Semester dann wieder in Würzburg. Während seiner Referendarzeit promovierte er 1928 dort zum Dr. iur. et rer. pol. und erhielt im April 1929 die Zulassung als Rechtsanwalt.  Nach der Assessorprüfung 1930 ließ er sich als Rechtsanwalt in Aschaffenburg nieder. Von 1940 bis 1945 wurde er zur Wehrmacht eingezogen und diente u. a. an der Ostfront, zuletzt als Leutnant der Reserve in einer Panzerdivision.
Er heiratete 1929 Ilse Seidel (1905–1997), geborene Tenter. Aus der Ehe gingen zwei Söhne hervor, Hans Joachim Georg Seidel (1931–1976) und Christian Friedrich Seidel (* 1935).

## Politischer Werdegang
1932 wurde Hanns Seidel Mitglied der Bayerischen Volkspartei (BVP) und kandidierte im Frühjahr 1933 für den Aschaffenburger Stadtrat. Aufgrund der bereits laufenden Gleichschaltung blieb er jedoch ohne Mandat. Da er sich als Syndikus des örtlichen Einzelhandelsverbandes bereits in den Jahren zuvor für dessen jüdische Mitglieder eingesetzt hatte, wurde er von den Nationalsozialisten unter Druck gesetzt. Er musste am 22. April 1933 eine Hausdurchsuchung durch die Gestapo über sich ergehen lassen und wurde im Zuge einer bayernweiten Aktion gegen Funktionäre der BVP am 26. Juni verhaftet. Während einer organisatorisch bedingten Unterbrechung der angeordneten Untersuchungshaft im Juli 1933 emigrierte er für kurze Zeit zu seinen Schwiegereltern ins Memelland. Nachdem sich die Wogen in Aschaffenburg etwas geglättet hatten, kehrte er zurück, durfte aber nur unter Auflagen weiter als Rechtsanwalt arbeiten und wurde u. a. in der NS-Zeitung Der Stürmer öffentlich diffamiert.
Nach dem Zweiten Weltkrieg wurde er 1945 zum Landrat des Landkreises Aschaffenburg ernannt. Dieses Amt, in dem er 1946 durch Wahl bestätigt wurde, übte er bis 1947 aus. 1945 trat er in die CSU ein. 1946 war er Mitglied der Verfassunggebenden Landesversammlung in Bayern. Seidel gehörte vom 16. Dezember 1946 bis zu seinem Tod dem Bayerischen Landtag der 1. bis 4. Legislaturperiode an und amtierte ab dem 20. September 1947 als Bayerischer Staatsminister für Wirtschaft, ab dem 1. Oktober 1952 bis zum 14. Dezember 1954 als Staatsminister für Wirtschaft und Verkehr.
Am 22. Januar 1955 wurde Seidel in einer Kampfabstimmung gegen Franz Josef Strauß mit 53,4 Prozent der abgegebenen Stimmen zum Parteivorsitzenden der CSU gewählt. Unter seinem Vorsitz kam es zu einer grundlegenden organisatorischen und personellen Erneuerung der CSU.
Den Höhepunkt seiner Karriere erreichte Seidel, als er nach dem Auseinanderbrechen der Viererkoalition von Ministerpräsident Wilhelm Hoegner (SPD) am 16. Oktober 1957 zum Bayerischen Ministerpräsidenten gewählt wurde. Nach der Landtagswahl 1958 konnte er die Koalition aus CSU, GB/BHE und FDP fortsetzen. Er trieb die Wandlung Bayerns vom Agrar- zum Industrieland voran und förderte in diesem Zusammenhang die Planung des ersten Großkraftwerks in Gundremmingen, das nach der Baugenehmigung im Jahre 1962 vier Jahre später in Betrieb genommen wurde. 1958 wurde das Lehrerbildungsgesetz verabschiedet, das die Lehrerbildung neu regelte und zugleich das Festhalten an der Bekenntnisschule bestätigte. Nicht zuletzt aus diesem Grunde wurde er mit dem Großkreuz des Gregoriusordens ausgezeichnet.
Seidel trat am 21. Januar 1960 aus gesundheitlichen Gründen vom Amt des Ministerpräsidenten zurück. Bis zur Wahl Hans Ehards zu seinem Nachfolger am 26. Januar führte er das Amt geschäftsführend weiter. Den CSU-Vorsitz gab Seidel im Februar 1961 ab. Er litt seit 1958 an einer Rückenwirbelverletzung infolge eines Autounfalls, die letztlich auch zu seinem Tode führte. Er starb am 5. August 1961 an einer Lungenentzündung.
Seidel wurde auf dem Münchner Westfriedhof (Grablage 101/191-A-77)  beigesetzt.

## Ehrungen
- 1957: Großes Verdienstkreuz mit Stern und Schulterband der Bundesrepublik Deutschland
- 1959: Großkreuz der Bundesrepublik Deutschland

Hanns Seidel ist Namensgeber für das Hanns-Seidel-Gymnasium in Hösbach bei Aschaffenburg und der CSU-nahen Hanns-Seidel-Stiftung. Des Weiteren sind das größte Haus der Studentenstadt Freimann in München (Hanns-Seidel-Haus), ein Altenwohnstift in Ottobrunn bei München (KWA Hanns-Seidel-Haus, 1970) sowie der Hanns-Seidel-Platz, auf dem der Busbahnhof der U-Bahn-Haltestelle Neuperlach Zentrum liegt, nach ihm benannt.

## Veröffentlichungen
- Die Bedeutung der Ausschließung des Richters in der freiwilligen Gerichtsbarkeit, Dissertation Würzburg, (1929), die Veröffentlichung erfolgte unter dem Namen Franz W(endelin) Seidel.
- Für und wider die Rationalisierung, München 1950
- Wirtschaftspolitik und soziale Ethik, München 1952
- Festschrift zum 70.Geburtstag von Hans Ehard, München 1957
- Die deutsche Aufgabe Bayerns. Freiheitliches Geistesleben und staatliche Ordnung, Rede vom 20. Februar 1958, München 1958
- Die Deutsche Bundesrepublik und der Föderalismus, in: BayVBI 4, 1958
- Regierungserklärung des Bayerischen Ministerpräsidenten Dr. Hanns Seidel vom 26. März 1958, Bamberg 1958
- Politische Bildung im demokratischen Staat, Tutzing 1959
- Die Großschiffahrtsstraße Rhein-Main-Donau, Eine wirtschaftliche Idee und ihre Wirklichkeit, München 1960
- Weltanschauung und Politik. (1960)
- Zeitprobleme. Gesammelte Aufsätze und Vorträge. (1960)
- Vom Mythos der öffentlichen Meinung. (1961)